# ヤロスラフ・クルハヴィー
ヤロスラフ・クルハヴィー（Jaroslav Kulhavý、1985年1月8日 - ）は、チェコ、ウースティー・ナド・オルリツィー出身の自転車競技（マウンテンバイク・クロスカントリー(XC)）選手。

## 来歴
2011年のクロスカントリーの世界選手権優勝とワールドカップのタイトルを獲得。29inchのマウンテンバイク(29er)での初の世界一を成し遂げた。2012年のロンドンオリンピック・クロスカントリーにおいて、ゴール直前、ニノ・シューターを振り切って優勝した。2016年のリオデジャネイロオリンピック・クロスカントリーは、再びニノ・シューターとトップを争ったが２位でゴールした。

## 主な戦歴
2003年
- 欧州選手権・XC ジュニア部門 優勝

2007年
- チェコ選手権
  - エリート・XC 優勝
  - U23・XC 優勝

2008年
- チェコ選手権 エリート・XC 優勝

2010年
- UCIマウンテンバイクワールドカップ XC 総合3位
- チェコ選手権 エリート・XC 優勝

2011年
- 欧州選手権・XC 優勝
- 世界選手権・XC 優勝
- UCIマウンテンバイクワールドカップ XC 総合優勝
- 世界選手権・マウンテンバイクマラソン 2位

2012年
- ロンドンオリンピック・クロスカントリー 優勝
- UCIマウンテンバイクワールドカップ XC 総合3位

2013年
- UCIマウンテンバイクワールドカップ XC 総合4位

2015年
- UCIマウンテンバイクワールドカップ XC 総合3位

2016年
- リオデジャネイロオリンピック・クロスカントリー 2位
- 世界選手権・XC 2位